# Fokke Bleeker
Fokke Bleeker (Tietjerksteradeel, 23 april 1899 - Waalsdorpervlakte, 12 februari 1942) was een Nederlands verzetsstrijder tijdens de Tweede Wereldoorlog.
Bleeker was ambtenaar in de rang van eerste commies bij de belastingdienst. Hij woonde in de Boerhaavelaan en later op de Waltherlaan 35 in Bussum. Vanaf het begin van de oorlog maakte hij deel uit van het verzet. Hij was lid van de "Groep Dubelaar" die tot de Ordedienst behoorde. Hij hield zich in het Gooi, vooral in Naarden, bezig met het opgraven van munitie die daar na de capitulatie door de Nederlandse militairen was begraven. Ook stal hij met zijn collega's de wapens uit de kazematten van de vesting van Naarden. Een deel hiervan zou later gebruikt worden bij de aanslag op het Amsterdams bevolkingsregister onder leiding van Gerrit van der Veen.
Reeds in 1941 werd door verraad de verzetsgroep waarvan hij deel uitmaakte opgerold door de Duitsers. Bleeker zelf werd op 5 juli 1941 gearresteerd en met de andere hoofdverdachten overgebracht naar het Huis van Bewaring in Scheveningen (Oranjehotel). Bleeker werd op 12 februari 1942 op de Waalsdorpervlakte gefusilleerd. Zijn lichaam is nooit teruggevonden. In eerste instantie dacht men dat hij anoniem begraven was op de Waalsdorpervlakte. Na onderzoek van diverse rapporten en het combineren van de gegevens van het crematorium Velzen kan er niet anders worden geconcludeerd dan dat hij na zijn overlijden direct naar crematorium Velzen is gebracht alwaar hij anoniem is gecremeerd. De as is vermoedelijk door Duitse soldaten mee naar Duitsland genomen en daar verstrooid..
Na de oorlog is er in zijn woonplaats Bussum een straat naar hem vernoemd. Hij ontving postuum het Verzetsherdenkingskruis.